# Segontium
Segontium era un forte di truppe ausiliarie romane, costruito alla periferia di Caernarfon, nel Galles del nord, durante la dominazione romana della Britannia (odierna Inghilterra).
È probabile che prese il suo nome dal vicino fiume Seiont, e potrebbe essere messo in relazione con la tribù celtica dei Segontiaci, menzionata da Giulio Cesare. Il forte fu fondato da Agricola nel 77 o 78 d.C. dopo la conquista degli Ordovici. Era il più importante forte romano nel Galles settentrionale e conteneva un migliaio di ausiliari. Era collegato da una strada all'accampamento legionario di Chester. Segontium si trova su un terreno rialzato che dà una buona vista sul fiume Menai.
Le iniziali difese in legno furono sostituite da altre in pietra nella prima metà del II secolo. Un'iscrizione sull'acquedotto, risalente al tempo dell'imperatore Settimio Severo indica che a quel tempo era occupato dalla prima coorte, che sarebbe stata inizialmente arruolata tra i Sunici della Gallia Belgica. Al di fuori del forte sono stati trovati resti di un insediamento civile, che comprendono un cimitero e un tempio dedicato a Mitra.
Nel poema Il sogno di Macsen Wledig (identificato con Magno Massimo), si parla di un forte alla foce del Seiont.